# Epipactis albensis var. fibri
Variété
Synonymes
- Epipactis albensis subsp. fibri (Scappat. & Robatsch) Kreutz[1]
- Epipactis fibri Scappat. & Robatsch[1]

Epipactis albensis var. fibri, l'helléborine des castors[réf. nécessaire] est une variété de plantes à fleurs de la familles des orchidées, endémique des forêts alluviales humides de la vallée du Rhône. Elle a été découverte en 1992 par les scientifiques.

## Origine
Cette variété a été identifiée dans la peupleraie de l'île du Beurre et elle est spécifique de la moyenne vallée du Rhône, également présente dans la RNF de l'Ile de la Platière.

## Habitat
Elle pousse uniquement dans des sous-bois au sol peu acide, en symbiose avec des peupliers. D'une taille variant de 10 à 24 cm, elle fleurit entre juillet et octobre. Ses feuilles sont petites et son inflorescence est constituée de 8 à 17 fleurs de couleur vert-jaune pâle à blanc.

## Synonyme
- Epipactis fibri Scappat. & Robatsch